# 长沙市南雅中学

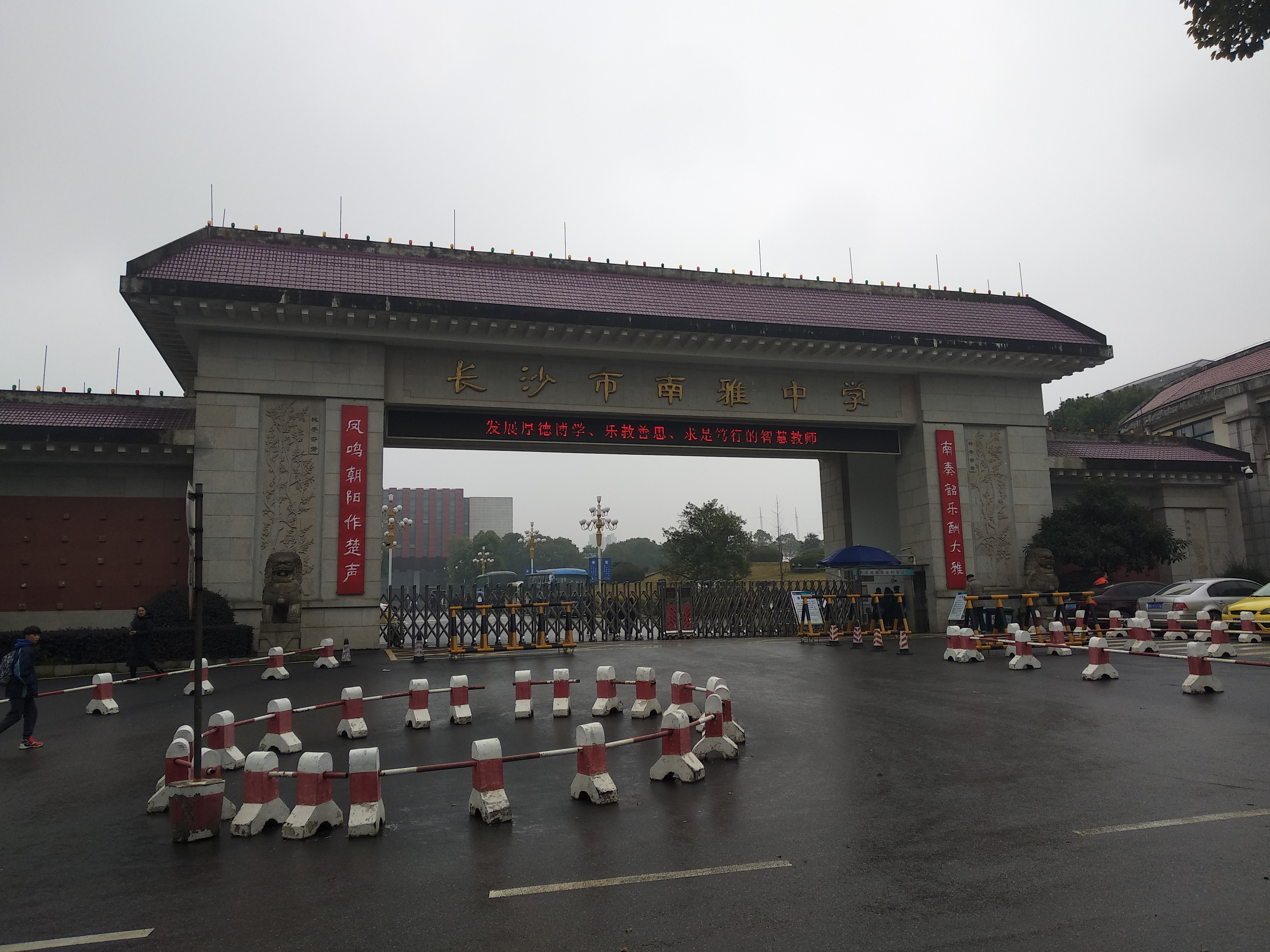
长沙市南雅中学校门（2018年12月）

长沙市南雅中学，中華人民共和國湖南省重点中学，为长沙市雅礼中学的分部之一，雅礼教育集团的组成部分之一。其位置在长沙南站和雨花区政府之间，占地190,000平方米。2016年开始，南雅中学开始创办分校，包括长沙市雅境中学、南雅湘江中学、株洲南雅实验中学，组建南雅教育共同体。
南雅目前拥有班级109个，学生6224人，教职员工472人。南雅中学同时有初中部与高中部，实行寄宿管理制度。

## 历史

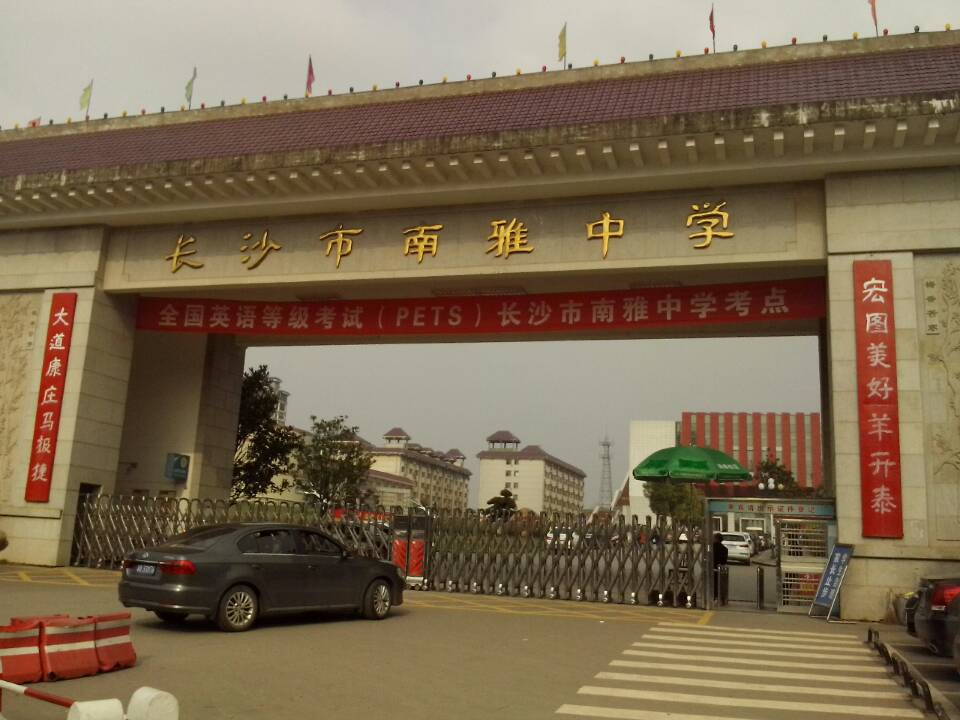
长沙市南雅中学校门（2015年）

- 2002年，长沙市雅礼中学整体收购原北大附中湖南分校。[2]
- 2003年，更名为“长沙雅礼寄宿制中学”。
- 2006年，更名为“长沙市南雅中学”。
- 2012年，转为国有公办学校。[5]

## 学校文化
南雅中学校园文化有许多传承于雅礼中学的学校文化。

### 校训
公、勤、诚、朴。

### 官方口号
- 学校办学目标：特色鲜明、品质卓越的省内领先、全国知名、具有国际视野的现代教育实验学校。
- 教师发展目标：厚德博学、乐教善思、求是笃行的智慧教师。
- 学生培养目标：崇尚科学、追求真理、自主创新、身心俱佳的高素质现代人。
- 办学理念：为学生终身发展奠基。
- 办学愿景：阳光学生，智慧教师，幸福学校[2]。

### 校歌
校歌歌词作者为清朝秀才、雅礼大学堂国文教师周铁生。
昆仑渤海之间，五千年民族，

万里长江大河，助文明发育，

地球旋转无停，惜光阴易逝。

吸收欧美文明，乃吾侪素志。

经天纬地才能，由学问成就。

及时奋发精神，好担当宇宙。

美国纽翰芬城，有耶鲁大学，

雅礼源远流长，育英才为乐。

长沙自昔名区，爱湘清岳峻。

多士负笈来游，看儒风丕振。

经天纬地才能，由学问成就。

及时奋发精神，好担当宇宙。

东方西方圣人，劝为善则一，

悠久博厚高明，唯至诚无息。

校中彝训长垂，尚公勤诚朴。

君子终日乾乾，集大成可卜。

经天纬地才能，由学问成就。

及时奋发精神，好担当宇宙。

## 校园

### 教学办公区
惟公楼、勖勤楼、致诚楼、尚朴楼、图书馆、求真楼。

### 生活区
食堂、学生公寓、教师公寓。

### 运动区
体育馆、田径场、足球场、篮球场。

### 其他区域
未名湖、艺术中心、文化广场。